# Giuseppe Corasaniti
Giuseppe Corasaniti (Genova, 1957) è un giurista italiano.

## Biografia
Professore ordinario filosofia del diritto digitale e di informatica giuridica presso la Universitas Mercatorum di Roma, è coordinatore nella stessa università del corso di laurea magistrale LM 66 in sicurezza informatica e anche docente a contratto di "macchine intelligenti e diritto" presso la LUISS Guido Carli di Roma Corso di laurea in giurisprudenza.
Già magistrato ordinario.
Studioso tra i più esperti di problemi giuridici della comunicazione e dell'informatica e di Diritto informatico nei suoi aspetti di interazione innovativa e di sicurezza.
Titolare di insegnamento a contratto presso il Dipartimento di Giurisprudenza corso di laurea magistrale in giurisprudenza nella Libera Università Internazionale degli Studi Sociali (LUISS-Guido Carli) di Roma, del corso di "Macchine intelligenti e diritto" , dopo avere insegnato anche nei corsi di "Laboratorio di informatica giuridica" , e "intelligenza artificiale Machine learning e diritto" e di "Diritto della amministrazione digitale interna e internazionale" presso lo stesso corso di laurea. Nella stessa Università ha insegnato dal 1982 al 2002 come docente a contratto dei corsi di informatica giuridica e di diritto dei mezzi di comunicazione di massa presso il corso di laurea magistrale in Giurisprudenza.
È stato professore a contratto di "tecnologie per l'elaborazione dei dati giuridici" presso il corso di laurea di Ingegneria Informatica e Automatica del Dipartimento di ingegneria informatica automatica e gestionale A. Ruberti presso l'Università degli Studi di Roma "Sapienza" ,professore a contratto di informatica giuridica presso l'Università degli Studi di Roma "La Sapienza", prima nel Corso di laurea in tecnologie informatiche - Dipartimento di Informatica, dell'Università "La Sapienza" di Roma quindi presso il Master in Cybercrime e informatica forense nel Dipartimento di informatica di "Privacy, di Proprietà intellettuale " e di Cybercrime e data protection law presso il Master in sicurezza delle informazioni e informazione strategica, Dipartimento di ingegneria informatica automatica e gestionale A. Ruberti. Nel 2013 ha insegnato "Diritto di internet" presso l'Università degli studi di Bologna Corso di laurea in Informatica per il management. Negli a.a. 2014-2015 e 2015-2016 è stato docente a contratto del corso di "informatica giuridica e logica giuridica " presso il dipartimento di giurisprudenza dell'Università degli Studi Roma Tre.
Ha svolto un ruolo importante nella elaborazione della Direttiva Europea Ipred2 in materia di tutela penale della proprietà intellettuale e nella attuazione della Convenzione di Budapest del 2001 sul Cybercrime sui reati informatici in sede di Consiglio d'Europa e in materia di tutela del consumatore nelle comunicazioni in particolare contribuendo alla riforma normativa del reato di truffa aggravata seriale e frode informatica con il Decreto legislativo n. 36 del 10 aprile 2018.

## Incarichi istituzionali
Dal 1981 al 1984 Funzionario della Presidenza del Consiglio dei MInistri nel Governo di Giovanni Spadolini.
Entrato in magistratura ordinaria nel 1984,come magistrato è stato dal 1992 al 2003 sostituto procuratore presso la procura della repubblica di Roma. I reati di cui maggiormente si è occupato riguardano la pirateria audiovisiva ed informatica, contraffazione, tutela della privacy, Frodi informatiche, accesso abusivo a un sistema informatico o telematico. 
È stato capo Dipartimento presso il Garante per l'attuazione della legge per l'editoria (1988) e l'Autorità per le garanzie nelle comunicazioni (1998) .
Dal 2005 al 2006 è stato Presidente del Comitato Consultivo per il diritto d'autore presso il Ministero dei beni e delle attività culturali.
Dal 2012 al 2020 è stato Sostituto Procuratore generale presso la Corte di cassazione con funzioni sia civili che penali quale referente informatico e partecipante all'Ufficio innovazione 
Referente per l'Italia e componente del contact point nazionale (2009/2021) per l'attuazione della Convenzione di Budapest sul cybercrime.
Dal 2018 al 2019 è stato Direttore del Dipartimento per gli affari di giustizia (DAG) del Ministero della Giustizia operando per il rafforzamento e l'innovazione della cooperazione giudiziaria penale internazionale e le procedure per il raccordo con gli uffici giudiziari a seguito della Brexit,avviando il portale E-Justice, rafforzando la Biblioteca Centrale Giuridica, promuovendo il tavolo di coordinamento per le vittime di reato e partecipando alla Conferenza del 19 ottobre 2018 del Gruppo di Stati contro la corruzione (GRECO) per il rafforzamento della trasparenza.
Dal 2019 al 2021 è stato VicePresidente della Scuola Superiore della Magistratura.
Dal 2020 al 2023 è stato Direttore della Scuola in Amministrazione Digitale – E gov School (EGS) dell''Università degli Studi Unitelma Sapienza.
Componente del Pool degli esperti dell'EDPB (European Data Protection Board) nelle aree “Technical expertise in new technologies and information security" e "Legal expertise in new technologies" (2022) 
Componente del Working Group EU General-Purpose AI Code of Practice European - AI Office Commissione UE (2023) 
Esperto presso l’Agenzia per la Cybersicurezza nazionale con incarico di analisi, studio e regolamentazione dei rapporti tra reati informatici e incidenti cyber, tra esigenze di prevenzione e repressione dei reati e quelle di cyber-resilienza, nonché tra l’Agenzia per la Cybersicurezza Nazionale e Autorità giudiziaria (2024)
Corasaniti ha svolto numerose ricerche su diversi temi giuridici nel campo della comunicazione di massa, del diritto all'informazione e dei nuovi strumenti di comunicazione e del diritto d'autore. Nell'ultimo decennio la sua attività si è spostata nel campo della tutela della privacy e della pirateria informatica del crimine informatico e della sicurezza informatica.
Per le sue ricerche ed innovazioni ha ricevuto attestati da Bill Gates nel 1996 e dall'Ufficio esecutivo del Presidente degli Stati Uniti Bill Clinton .Nel 2000 una lettera di apprezzamento per il suo impegno gli è stata anche indirizzata dall'ambasciatore americano in Italia Thomas M. Foglietta.
Il 15 dicembre 2018 gli è stato conferito il Premio nazionale "Aldo Franco Pessina" per l'azione di formazione nell'educazione dei giovani alle tecnologie.
È autore di numerosi studi in materia di regolamentazione dell’informazione , di pubblicità ingannevole e di libertà e diritti fondamentali e comunicazione digitale ed in materia di Cybercrime e di intelligenza artificiale applicata al diritto.

## Opere
- Informatica giuridica e progettazione innovativa digitale , Cedam Wolters Kluwer , Milano 2024
- Tecnologie intelligenti, rischi e regole Milano Mondadori Università 2023
- Data science e diritto. Certezze artificiali e benefici del dubbio , Torino Giappichelli 2022
- Il diritto nella società digitale, Milano Franco Angeli 2018
- Codice del diritto d'autore e dello spettacolo, normativa italiana ed europea (con D. De Angelis), Altalex 2013
- Cybercrime, responsabilità degli enti, prova digitale (con G. Corrias Lucente, S. Aterno, G. Scorza), Cedam 2009
- Diritto e deontologia dell'informazione, Cedam 2006
- Diritti nella rete, Valori umani, regole interazione tecnologica globale, Milano Franco Angeli 2006
- Esperienza giuridica e sicurezza informatica,con prefazioni di Lee Lovinger e Romano Prodi Milano Giuffrè 2003
- Codice per l'informatica, Giuffrè Milano 2001
- Codice per la comunicazione, Giuffre', Milano 1999
- Tra potere e servizio, Napoli Liguori, 1997
- Codice del diritto d'autore e dello spettacolo, (con Giorgio Assumma), Padova Cedam 1996
- Codice per l'editoria e la radiotelevisione, Giuffrè Milano 1992
- Diritto dell'informazione, Linee generali della legislazione e della giurisprudenza costituzionale per l'impresa di informazione e la professione giornalistica, Padova Cedam, 1992, 1995, 1999
- Diritto e tecnologie dell'informazione, collana LUISS, Istituto studi giuridici, Giuffrè Milano 1990
- Trasparenza, pluralismo, interventi pubblici nella disciplina delle imprese editoriali Padova, Cedam 1988
- Diritto di accesso, diritto di rettifica, impresa di informazione, Giuffré, 1986